# دونالد هورویتز
دونالد هورویتز (به انگلیسی: Donald L. Horowitz) (متولد ۱۹۳۹) استاد حقوق و علوم سیاسی در مدرسه حقوق دوک و دانشگاه دوک واقع در دورهام، کارولینای شمالی، آمریکا است.
دکترایش را در سال ۱۹۶۸ از دانشگاه هاروارد اخذ کرد و مدارکی از دانشگاه سیراکیوز نیز دارد. او متخصص مطالعات درگیری‌های قومی است. برخی از آثار او عبارتند از:
- Ethnic Groups in Conflict (University of California Press, 1985)
- A Democratic South Africa? Constitutional Engineering in a Divided Society (University of California Press, 1991)
- The Deadly Ethnic Riot (University of California Press, 2001)
- Constitutional Change and Democracy in Indonesia (Cambridge University Press, 2013)

هورویتز به عنوان مشاور روی مسائل جوامع دچار اختلاف و تفرقه و روی سیاست‌گذاری‌های منتج به کاهش اختلافات قومی در مکان‌هایی چون روسیه، رومانی، نیجریه، تاتارستان، و ایرلند شمالی کار کرده است.